# Parafia Najświętszej Maryi Panny Wspomożycielki Wiernych w Szamocinie
Parafia Najświętszej Maryi Panny Wspomożycielki Wiernych w Szamocinie jest jedną z 10 parafii leżącą w granicach dekanatu chodzieskiego. Erygowana w 1922 roku. Kościół parafialny został wybudowany w 1905 roku.

## Dokumenty
Księgi metrykalne: 
- ochrzczonych od 1945 roku
- małżeństw od 1945 roku
- zmarłych od 1945 roku